# Римская кухня
Римская кухня — кухня итальянского города Рима. Она основывается на сезонных ингредиентах, поступающих главным образом из Римской Кампании, и достаточно простых способах приготовления. Важнейшими ингредиентами служат овощи (в основном горох, артишоки и бобы), мясо (баранина и козлятина) и сыры (пекорино романо и рикотта). Типичной приправой в римской кухне служит струтто — свиное сало, приготовляемое и консервируемое каждую зиму. Широко используется жир от прошутто, в то время как оливковое масло — только для сырых овощей и иногда при жарке. Дни недели часто ассоциируются с тем или иным блюдом, так ньокки с четвергом, баккала (солёная треска) с пятницей и триппа с субботой.

## История

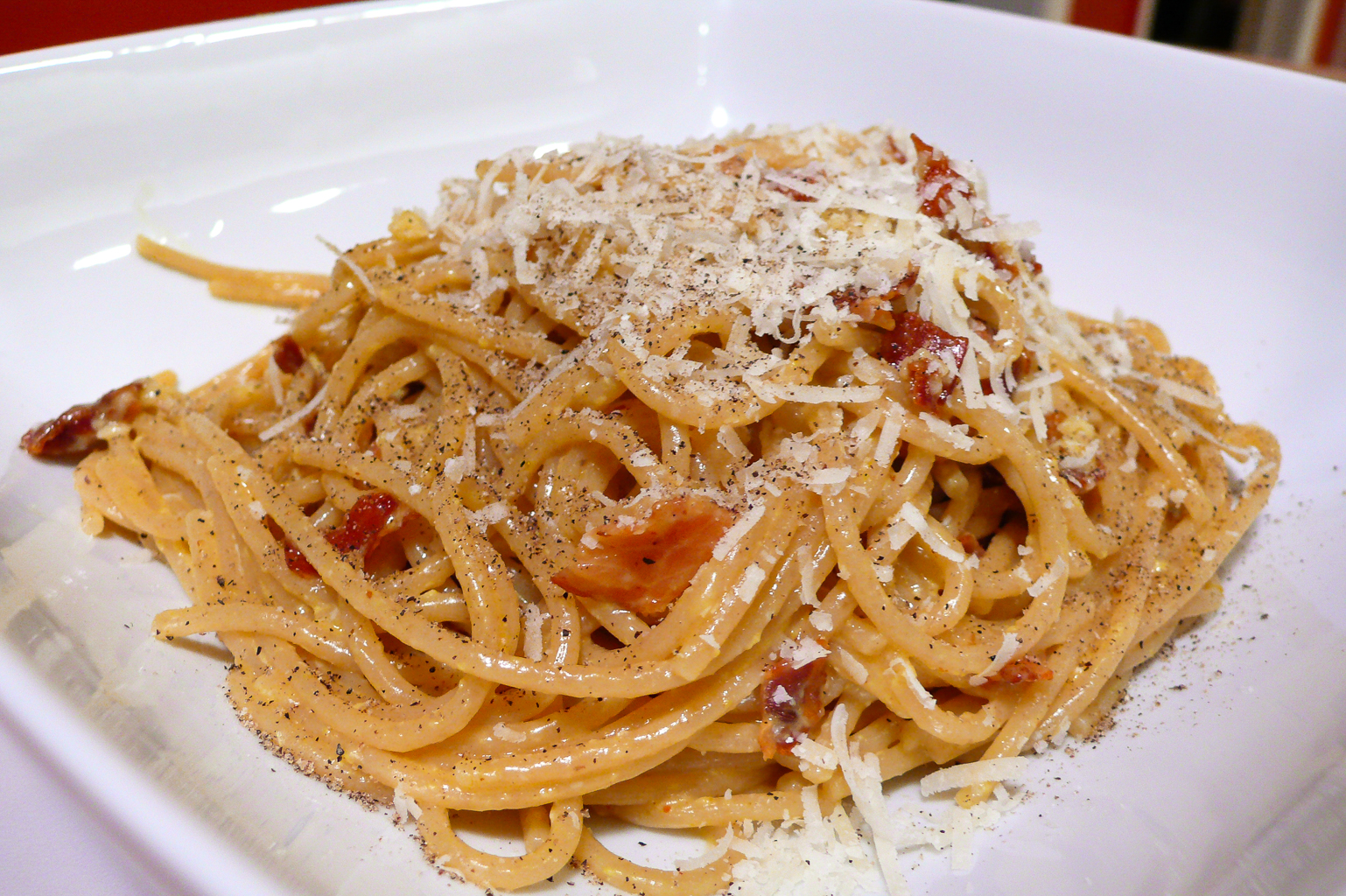
Классическая римская карбонара

Римская кухня развивалась на протяжении веков и периодов социальных, культурных и политических изменений. Рим стал важным гастрономическим центром во времена античности. Кухня Древнего Рима находилась под сильным влиянием древнегреческой культуры, а по мере роста Римской империи в ней проявлялись многочисленные традиции и способы приготовления из новоприобретённых территорий. Первоначально различия между социальными классами и их пищей не были значительны, но также с ростом империи они увеличивались. Позднее в эпоху Возрождения Рим стал хорошо известен как центр высококлассной кухни, так как целый ряд лучших поваров того времени работали у римских пап. К примеру, среди них был Бартоломео Скаппи, шеф-повар при ватиканской кухне ряда римских пап, и автор, изданной в 1570 году поваренной книги «Opera dell’arte del cucinare». В этой книге он рассказывает о примерно 1000 рецептов кухни эпохи Возрождения, описывая технологии и инструменты приготовления, в том числе дав первое известное изображение вилки.

## ТрадиционнаяCucina Romana
В районе Тестачио, римском районе рынков и скотобоен, до сих пор можно найти и приобрести традиционные для римской кухни продукты. Этот район часто называют «животом» или «скотобойней» Рима, где жили и живут мясники, или vaccinari. Популярные в кухне продукты включают свиные ноги, мозги, гениталии различных животных, которые всегда тщательно приготовлены и богато дополнены различными закусками, специями и травами. Старинное блюдо кода алла ваччинара (тушёные бычьи хвосты) по-прежнему одно из самых популярных блюд в городе и является частью большинства меню ресторанов Рима. Баранина также весьма популярная часть римской кухни, чаще всего она готовится со специями и травами. Весьма велико влияние еврейской кухни в римской, так как еврейское гетто в Риме было многочисленно и существовало свыше 400 лет. Это влияние заметно в таких блюдах римской кухни как карчофи алла джудия (артишоки по-еврейски) и кабачки по-еврейски.

## Паста в Риме
Паста — один из важнейших элементов римской кухни. Наиболее известными соусами к ней являются аматричана, карбонара (соус с панчеттой или гуанчиале (свиные щёки), сыром и яйцами), cacio e pepe и gricia. В Риме даже есть музей пасты называемый Museo Nazionale della Paste Alimentari (Национальный музей пасты). Наиболее популярным видом пасты в Риме является спагетти.

## Напитки
Кофе — важнейший напиток в Риме, среди его разновидностей популярных в городе: крепкий чёрный кофе (эспрессо), капучино и молочно-кофейный латте. Рим также хорошо известен своим белым вином, связанным с тёплым окружающим город регионом Лацио. «Frascati» и «Castelli Romani» — лучшие среди белых вин в городе. «Trebbiano» и «Malvasia» славятся своими экзотическими ароматами.

## Другие элементы римской кухни
Существует огромное множество блюд в римской кухне, включая и ряд десертов и сладостей, многие из которых готовятся с сыром рикотта. Типичным римским десертом является граттакекка.
Хлеб
Хлеб выпекается в Риме с 4 часов утра. В близком к Риму городке Дженцано расположена пекарня (Pane di Genzano), выпекающая считающийся[кем?] лучшим в Риме хлеб.

## Блюда

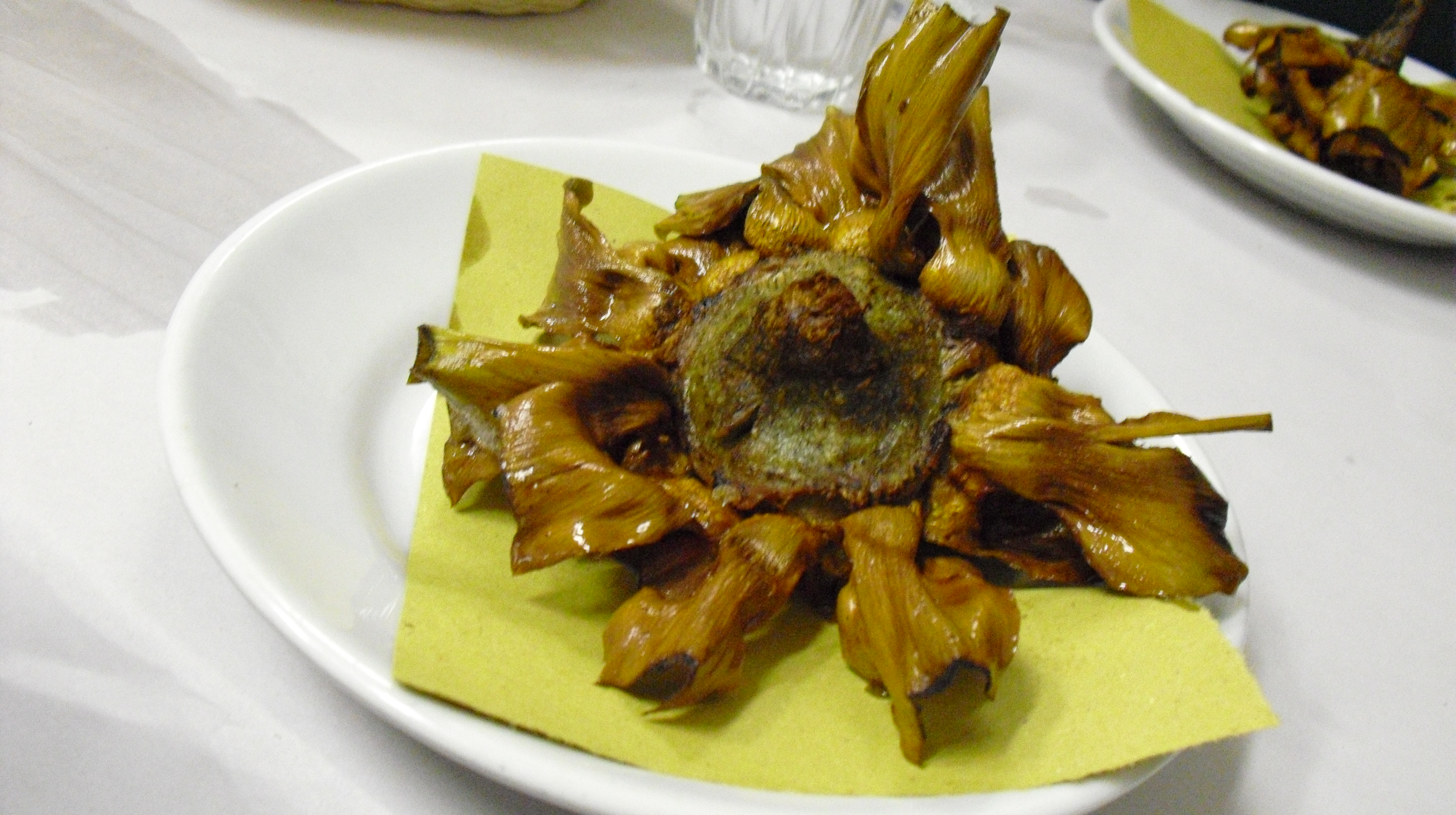
Карчофи алла джудия

- Брускетта — популярная закуска-«антипасто» перед основными переменами блюд для «поднятия аппетита» в Центральной Италии. На римском диалекте это слово означает хлеб, который немного сожгли, поджаренный хлеб обычно натирается чесноком и покрывается маслинами или помидором.
- Суппли — жареные рисовые пирожки, фаршированные говяжьим рагу и моцареллой.
- Букатини с соусом аматричана — блюдо из пасты с соусом из помидоров, гуанчиале и тёртого пекорино романо[6].
- Карбонара — блюдо из пасты с соусом из взбитых яиц, и увенчанное итальянским беконом, перцем и тёртым пекорино романо.
- Качо э пепе — блюдо из пасты с чёрным перцем и сыром пекорино романо.
- Ригатони-кон-ла-пайята — блюдо из пасты с соусом из телячьих кишок и сыром пекорино[7].
- Сальтимбокка алла Романа — типичное римское блюдо с ветчиной (прошутто) и шалфеем. Сальтимбокка буквально означает прыгай в рот[8].
- Скалоппине алла романа — телятина, обжаренная со свежими побегами артишока.
- Кода алла ваччинара — тушёный телячий хвост с томатным соусом, сельдереем, гвоздикой и горьким шоколадом.
- Карчофи-алла-романа — целые артишоки с начинкой из чеснока и петрушки и приготовленные в оливковом масле[9].
- Карчофи алла джудия (Артишоки по-еврейски) — артишоки, жаренные во фритюре, обязательно в оливковом масле, и приправленные перцем чили[9].
- Триппа — рубец, приготовленный с дикой мятой и сдобренный сыром пекорино, известен со времён древнего Рима[10].
- Фьори ди дзукка — цветки цуккини, наполненные сыром моцарелла и анчоусами, обжаренные в кляре.
- Кростата с рикоттой — хорошо запечённый пирог с рикоттой, украшенный лимоном (или апельсинами) и вином марсала[4].
- Пицца аль тальо — стиль подачи пиццы кусочками на вынос, популярный в Риме[11] .